# Siganus doliatus
Siganus doliatus là một loài cá biển thuộc chi Cá dìa trong họ Cá dìa. Loài cá này được mô tả lần đầu tiên ước tính trong khoảng năm 1829 đến 1838.

## Từ nguyên
Từ doliatus trong danh pháp của S. doliatus trong tiếng Latinh có nghĩa là "vạch sọc", ám chỉ những vạch sọc nguệch ngoạc trên thân của loài cá này.

## Phạm vi phân bố và môi trường sống
S. doliatus có phạm vi phân bố phổ biến ở vùng biển Đông Nam Ấn Độ Dương và Tây Thái Bình Dương. Loài cá này đã được ghi nhận ở vùng biển phía đông Indonesia, trải rộng khắp vùng biển bao quanh đảo New Guinea và quần đảo Solomon, xa nhất về phía đông là đến Fiji và Tonga; ở phía bắc phạm vi, S. doliatus được tìm thấy ở vùng biển thuộc Liên bang Micronesia, ngoài khơi Nauru và Palau; ở phía nam, S. doliatus xuất hiện ở vùng biển ngoài khơi phía tây bắc đến đông bắc Úc, và ngoài khơi Nouvelle-Calédonie.
S. doliatus sống gần các rạn san hô ở độ sâu khoảng 15 m trở lại.

## Mô tả
Chiều dài cơ thể tối đa được ghi nhận ở S. doliatus là 25 cm. Cơ thể của S. doliatus có màu lam xám nhạt, riêng vùng bụng có màu trắng bạc; hai bên thân có mảng màu vàng cam. Có hai dải chéo màu nâu sẫm: một dải từ gáy băng qua mắt xuống đến cằm, và một dải từ gốc gai vây lưng thứ 4 - 5 băng xuống dưới vây ngực. Cơ thể có những dải sọc đứng màu xanh lam ở hai bên thân và các đường sọc ngang dọc theo lưng và trên cuống đuôi; đầu cũng có những vệt sọc tương tự. Từ trán, dọc theo vùng lưng đến cuống đuôi có màu vàng tươi. Vây lưng và vây đuôi màu vàng; vây hậu môn màu trắng nhạt; vây ngực trong suốt. Môi trên có đốm màu vàng. Siganus virgatus, một loài họ hàng khá giống với S. doliatus, có những đốm màu xanh lam ở hai bên thân, thay vì là những dải sọc đứng như S. doliatus.
Số gai ở vây lưng: 13; Số tia vây ở vây lưng: 10; Số gai ở vây hậu môn: 7; Số tia vây ở vây hậu môn: 9; Số tia vây ở vây ngực: 16 - 17; Số gai ở vây bụng: 1; Số tia vây ở vây bụng: 5.

## Sinh thái học
Cá con của S. doliatus bơi thành đàn, cùng sống trong những đám cỏ biển hoặc trong những rạn san hô nhánh bị rong biển xâm lấn, ở độ sâu khoảng 2 m trở lại. Khi đạt tới chiều dài khoảng 7 cm, S. doliatus sẽ bắt cặp với nhau và tách khỏi đàn, nhưng chúng vẫn có thể ở lại đàn cùng với những con cá nhỏ hơn. Những cá thể trưởng thành thường bơi theo cặp.
Quan sát cho thấy, các cặp S. doliatus không thiết lập cho cả hai một lãnh thổ riêng biệt, mà phạm vi sinh sống của chúng có thể chồng lấn lên phạm vi của những cặp đôi khác. Việc độc quyền lãnh thổ cũng không xuất hiện ở S. doliatus. Vì thế, cá cái không phân tán rộng rãi, và cá đực có thể tiếp cận với nhiều cá cái cùng một lúc. Hơn nữa, S. doliatus chủ yếu ăn các loài rong tảo bám trên các rạn san hô, một nguồn thức ăn phổ biến bao phủ khắp các khu vực rộng lớn, khiến cho S. doliatus giảm đi sự tranh giành giữa các cá thể.
Việc bắt cặp ở S. doliatus không nhất thiết là nhằm mục đích sinh sản. Qua khảo sát, tỉ lệ các cặp đôi cùng giới tính được ghi nhận S. doliatus là 25%. Một cặp S. doliatus dành khoảng 83% thời gian của chúng cho nhau. Trong quá trình nghiên cứu, các nhà ngư học nhiều lần quan sát thấy một hành vi ở các cặp S. doliatus: một cá thể đóng vai trò là người quan sát, đứng thẳng với đầu hướng lên, trong khi cá thể còn lại tập trung kiếm ăn. Cá thể canh gác sẽ ra hiệu cảnh báo với cá thể đang ăn nếu cảm thấy bị đe dọa.
S. doliatus có thể tạo ra những cá thể lai với S. virgatus ở vùng biển Indonesia, nơi S. virgatus cũng được tìm thấy. S. doliatus là một loài cá độc.